# Frankfurter Runde
Frankfurter Runde steht für die Bezeichnung eines neuen informellen Spitzengremiums führender Politiker der Euro-Gruppe, eine Art „Küchenkabinett“ der Euro-Schuldenkrise. Das Gremium soll die Vorbereitung der anstehenden wichtigen Entscheidungen, die formal immer noch in der großen Runde gefällt werden, zumindest erleichtern. Die Runde hat keine offizielle, wohl aber eine starke politische Funktion. Das Gremium stellt keine (neue) EU-Institution dar.
Die Teilnehmerzahl schwankt um sechs, sieben, acht Personen. Teilnehmer sind neben der deutschen Bundeskanzlerin Angela Merkel, der französische Staatspräsident François Hollande sowie der Vorsitzende der Euro-Gruppe Jeroen Dijsselbloem (Niederlande), IWF-Chefin Christine Lagarde (Frankreich), EU-Ratspräsident Herman Van Rompuy (Belgien), EU-Kommissionspräsident José Manuel Barroso (Portugal) und der EZB-Präsident Mario Draghi (Italien).
Die Gründung geht auf den 19. Oktober 2011 zurück, als sich führende Politiker der Euro-Gruppe in der Alten Oper in Frankfurt am Main anlässlich der Verabschiedung des EZB-Präsidenten Jean-Claude Trichet zu Krisengesprächen zwecks einer Lösung im Streit über den Euro-Rettungsfonds EFSF trafen. In der unmittelbaren Folgezeit ist das Gremium mehrfach zusammengetroffen, vor allem am Rande der EU-Gipfel des Europäischen Rates (sog. Euro-Gipfel bzw. Gipfel der Eurozone) vom 23. Oktober 2011 in Brüssel (Treffen am Vorabend auf Einladung Merkels) und vom 27. Oktober 2011 in Cannes. In diesem Zusammenhang ist die weitere Entscheidung der Euro-Zone im Oktober, sich eine eigene Struktur mit eigenen Gipfeltreffen zu geben, zu beachten.